# A70-es autópálya (Németország)
Az A70-es autópálya (németül: Bundesautobahn 70) egy autópálya Németországban. Hossza 120 km.